# Primelin
 Primelin (en bretón, Prevel) es una comuna francesa situada en el departamento de Finisterre, en la región de Bretaña.

## Demografía
| 1264 | 1177 | 1085 | 1023 | 931 | 787 | 657 |
| Para los censos de 1962 a 1999 la población legal corresponde a la población sin duplicidades (Fuente: INSEE [Consultar]) |      |      |      |     |     |     |